# Unterer Kreuzberg
Unterer Kreuzberg ist ein Ort in der Weststeiermark sowie ein Ortsteil der Marktgemeinde Edelschrott im Bezirk Voitsberg in der Steiermark. Der Ort wird von der Statistik Austria nicht als ein von der Ortschaft Kreuzberg abgegrenzter Ortsteil gelistet, findet sich aber auf vielen Karten.

## Lage und Geographie
Der Ortsteil Unterer Kreuzberg liegt im nordwestlichen Teil der Marktgemeinde Edelschrott, im Norden der Katastralgemeinde Kreuzberg. Die Grenzen des Ortes sind nicht genau definiert, aber als Unterer Kreuzberg wird der an den Erhebungen südlich des Frei-Gößnitzbaches und damit südlich der Gemeindegrenzen zu Maria Lankowitz und Köflach gelegene Teil der Katastralgemeinde Kreuzberg bezeichnet. Im Ortsteil liegen auch einige von der Statistik Austria namentlich erfasste Bauernhöfe.
Im Osten des Ortsteiles Unterer Kreuzberg verläuft die Packer Straße B 70, zwischen Köflach, Edelschrott und Pack.

## Geschichte
Die Geschichte des Unteren Kreuzberges hängt direkt mit der Ortschaft Kreuzberg zusammen. Der heutige Ort entstand zusammen mit dem Rest von Kreuzberg im Hochmittelalter auf einem Rodungsgebiet und bestand ursprünglich aus Einzelhöfen mit Einödfluren.
In Folge der Theresianischen Reformen wurde der Ort dem Grazer Kreis unterstellt und nach dem Umbruch 1848 war er bis 1867 dem Amtsbezirk Voitsberg zugeteilt. Mit der Konstituierung der freien Gemeinden im Jahr 1850 kam der Ort zu der freien Ortsgemeinde Kreuzberg. Am 1. Jänner 1952 erfolgte die Zusammenlegung von Kreuzberg mit Edelschrott, wodurch auch der Ortsteil Unterer Kreuzberg zu dieser Gemeinde kam.

## Wirtschaft und Infrastruktur
Wie auch der Rest von Kreuzberg so ist auch der Untere Kreuzberg land- und forstwirtschaftlich geprägt.
Durch den Osten des Unteren Kreuzberges führt die Packer Straße (B 70), die von Graz über die Pack nach Klagenfurt führt. Der bei Kreuzberg liegende Abschnitt dieser Straße wurde um 1840 errichtet.

## Kultur und Sehenswürdigkeiten
Am Unteren Kreuzberg steht das Oberländerkreuz, ein in den 1950er-Jahren errichteter Pfeilerbildstock. In seiner Nische hängen drei Heiligenbilder sowie ein aus Metall gefertigtes Standkreuz.